# Vacaville, California
Vacaville, California là một thành phố thuộc quận Solano trong tiểu bang California, Hoa Kỳ. Thành phố có tổng diện tích , trong đó diện tích đất là . Theo điều tra dân số Hoa Kỳ năm 2010, thành phố có dân số người, là thành phố lớn thứ 70 bang California năm 2010.